# Duboistown
Duboistown é um distrito localizado no estado norte-americano de Pensilvânia, no Condado de Lycoming.

## Demografia
Segundo o censo norte-americano de 2000, a sua população era de 1280 habitantes.
Em 2006, foi estimada uma população de 1176, um decréscimo de 104 (-8.1%).

## Geografia
De acordo com o United States Census Bureau tem uma área de
1,6 km², dos quais 1,4 km² cobertos por terra e 0,2 km² cobertos por água.

## Localidades na vizinhança
O diagrama seguinte representa as localidades num raio de 16 km ao redor de Duboistown.